# Nowa Sucha (przystanek kolejowy)
Nowa Sucha – przystanek kolejowy w Nowej Suchej, w województwie mazowieckim, w Polsce. Znajduje się tu 2 perony.

## Ruch pasażerski[1]
| Rok  | Wymiana pasażerska na dobę |
| ---- | -------------------------- |
| 2017 | 200-299                    |
| 2018 | 200-299                    |
| 2019 | 300-499                    |
| 2020 | 200-299                    |
| 2021 | 200-299                    |
| 2022 | 300-399                    |
| 2023 | 300-499                    |

## Zmiana nazwy
W lipcu 2019 roku radni gminy Nowa Sucha podjęli uchwałę zawierającą wniosek o zmianie nazwy stacji kolejowej Leonów na Nowa Sucha. 15 grudnia 2019 roku zmieniono nazwę przystanku z Leonów na Nowa Sucha.